# Bernd Gockel
Bernd Gockel ist ein deutscher Musikjournalist und Chefredakteur der deutschen Ausgabe des Rolling Stone. Zuvor war er jahrzehntelang für die Zeitschriften Sounds und deren Nachfolger Musikexpress tätig.

## Auszeichnungen
- 1996 – Echo Redaktion Rolling Stone (Jörg Gülden / Bernd Gockel)